# Alexander Fathoullin
Alexander Fathoullin, soprannominato Sasha (Iqaluit, 26 agosto 1995), è un pattinatore di short track canadese.

## Biografia
È entrato nel giro della nazionale nel 2004.
Ai Campionati mondiali di Seul 2016 ha vinto la medaglia d'argento nella staffetta 3000 m, in squadra con Charle Cournoyer, Samuel Girard e Charles Hamelin.
È stato allenato da Derrick Campbell e Jon Cavar.

## Palmarès
- Campionati mondiali di short track

Seul 2016: argento nella staffetta 3000 m